# ماگور
ماگور یک آبخوست و منطقه شهرداری در ایالت چوک کشور ایالات فدرال میکرونزی است.
{{Infobox settlement
|name=ماگور|native_name=|native_name_lang=|motto=|image_map=Namonuito.png|map_alt=|map_caption=|pushpin_map=Federated States of Micronesia|pushpin_label_position=|pushpin_map_alt=|pushpin_map_caption=|latd=8|latm=58|lats=58|latNS=N|longd=150|longm=07|longs=41|longEW=E